# Упсала (лен)
Лен Упсала (на шведски: Uppsala län) е лен в средна Швеция. Граничи на север с лен Йевлебори, на запад с лен Вестманланд, на юг с лените Сьодерманланд и Стокхолм, а на изток с Балтийско море. Административен център на лена е град Упсала.

## Общини в лен Упсала
В рамките на административното си устройсто, лен Упсала се разеделя на 8 общини със съответно население към 31 декември 2013 :
|  | - Елвкарлебю (Älvkarleby) с население 9132 души; - Еншьопинг (Enköping) с население 40 656 души; - Йостхамар (Östhammar) с население 21 352 души; - Книвста (Knivsta) с население 15 580 души; - Тиерп (Tierp) с население 20 144 души; - Упсала (Uppsala) с население 205 199 души; - Хебю (Heby) с население 13 450 души; - Хобу (Håbo) с население 19 968 души; |